# 掠奪された七人の花嫁
『掠奪された七人の花嫁』（りゃくだつされたしちにんのはなよめ、原題：Seven Brides for Seven Brothers）は、1954年に製作・公開されたアメリカ映画。1964年、1969年のリバイバル上映時の邦題は『掠奪された7人の花嫁』。第27回アカデミー賞で5部門にノミネートされ、ミュージカル音楽賞を受賞した。アメリカ国立フィルム登録簿に永久保存登録されている。

## 概要
原作はピューリッツァー賞作家スティーヴン・ヴィンセント・ベネットの短編小説"The Sobbin' Women"で、古代ローマの伝説的挿話である「サビニの女たちの略奪」に基づいたパロディ小説である。これを基にスタンリー・ドーネンが監督、ジェーン・パウエルとハワード・キールが主演を務めた。
シネマスコープ・アンスコカラー作品として撮影されている。発色やシャープネスが悪いのは製作当初からのものである。1982年には舞台化バージョンがブロードウェイで上演された。特に「納屋作り」（Barn raising）のダンスシーンが有名である。

## ストーリー
1850年。アダムはオレゴンの山奥から嫁を捜しに出てきた。レストランのミリーを数時間で口説き落として農場のある山へ連れ帰る。ミリーは7名の兄弟に会い、散らかし放題の家の中を見て驚く。かいがいしく働き、兄弟たちも行動を改める。
街へ行くと喧嘩ばかりなので、ミリーは女性と交際するエチケットを教え、何とか一人前にして6人の弟たちを町へ連れ出した。1人1人相手を得るが、町の男が誤ってアダムの頭へ厚板を落としたのがきっかけで大乱闘となる。チャンスを失った兄弟は憂鬱な日々を送る。アダムは古代ローマ人が町を襲って結婚相手をさらった「サビニの女たちの略奪」の話を教える。間もなく兄弟の4頭立ての馬車が町を襲い、娘たちをさらう。町人が後を追うが、雪崩で一本道が断たれる。憤慨したミリーは男たちを納屋へ押し込め、娘たちは自分と一緒に母屋においた。厳重な監視下、若者たちも娘たちも憂鬱な冬を過ごすことになる。
春が来ると、町の人たちが武器をもって娘たちを取り返しにやって来たが、娘たちも兄弟と手をとりあって町人に反抗する。折もおり、ミリーに第1子が誕生し、押しよせた人々を立会人に、6組の結婚式が賑やかにとり行われる。

## キャスト
| 役名                 | 俳優                     | 日本語吹替       | 日本語吹替       |
| 役名                 | 俳優                     | NHK BS1版        | TBS版            |
| ポンティピー兄弟     | ポンティピー兄弟         | ポンティピー兄弟 | ポンティピー兄弟 |
| -------------------- | ------------------------ | ---------------- | ---------------- |
| アダム               | ハワード・キール         | 苅谷俊介         | 森川公也         |
| ベンジャミン         | ジェフ・リチャーズ       | 大塚芳忠         | 安原義人         |
| カレブ               | マット・マトックス       | 千田光男         |                  |
| ダニエル             | マーク・プラット         | 銀河万丈         |                  |
| エフレム             | ジャック・ダンボアーズ   | 屋良有作         |                  |
| フランク（フラワー） | トミー・ロール           | 大滝進矢         | 森功至           |
| ギデオン             | ラス・タンブリン         | 塩屋翼           | 吉田次昭         |
| 花嫁たち             |                          |                  |                  |
| ミリー               | ジェーン・パウエル       | 天地総子         | 武藤礼子         |
| ドルカス             | ジュリー・ニューメイヤー | 吉田理保子       |                  |
| アリス               | ナンシー・キルガス       | さとうあい       |                  |
| リーザ               | ヴァージニア・ギブソン   | 向殿あさみ       |                  |
| サラ                 | ベティ・カー             | 横尾まり         |                  |
| ルース               | ルタ・キルモニス         | 坂本千夏         |                  |
| マーサ               | ノーマ・ドゲット         | 滝沢久美子       |                  |

- NHK BS1版：初回放送1987年12月30日
- TBS版：初回放送1975年12月1日『月曜ロードショー』

## スタッフ
- 監督：スタンリー・ドーネン
- 製作：ジャック・カミングス
- 脚色：フランシス・グッドリッチ、アルバート・ハケット、ドロシー・キングスレー
- 作曲：ジーン・デ・ポール
- 音楽監修：ソール・チャップリン
- 音楽監督：アドルフ・ドイチュ
- 撮影：ジョージ・J・フォルシー
- 編集：ラルフ・E・ウィンタース
- 美術：セドリック・ギボンズ、ユーリー・マックレアリー
- 装置：エドウィン・B・ウィリス、ヒュー・ハント
- 衣裳：ウォルター・プランケット
- 録音：ダグラス・シアラー
- 振付：マイケル・キッド

## 映画賞受賞・ノミネーション
- 受賞
  - アカデミー作曲賞（ミュージカル映画音楽賞）：ソール・チャップリン、アドルフ・ドイチュ
- ノミネーション
  - アカデミー作品賞：ジャック・カミングス
  - アカデミー脚色賞：フランシス・グッドリッチ、アルバート・ハケット、ドロシー・キングスレー
  - アカデミー撮影賞（カラー）：ジョージ・J・フォルシー
  - アカデミー編集賞：ラルフ・E・ウィンタース
  - 英国アカデミー賞作品賞